# ACT-CL J0102-4915

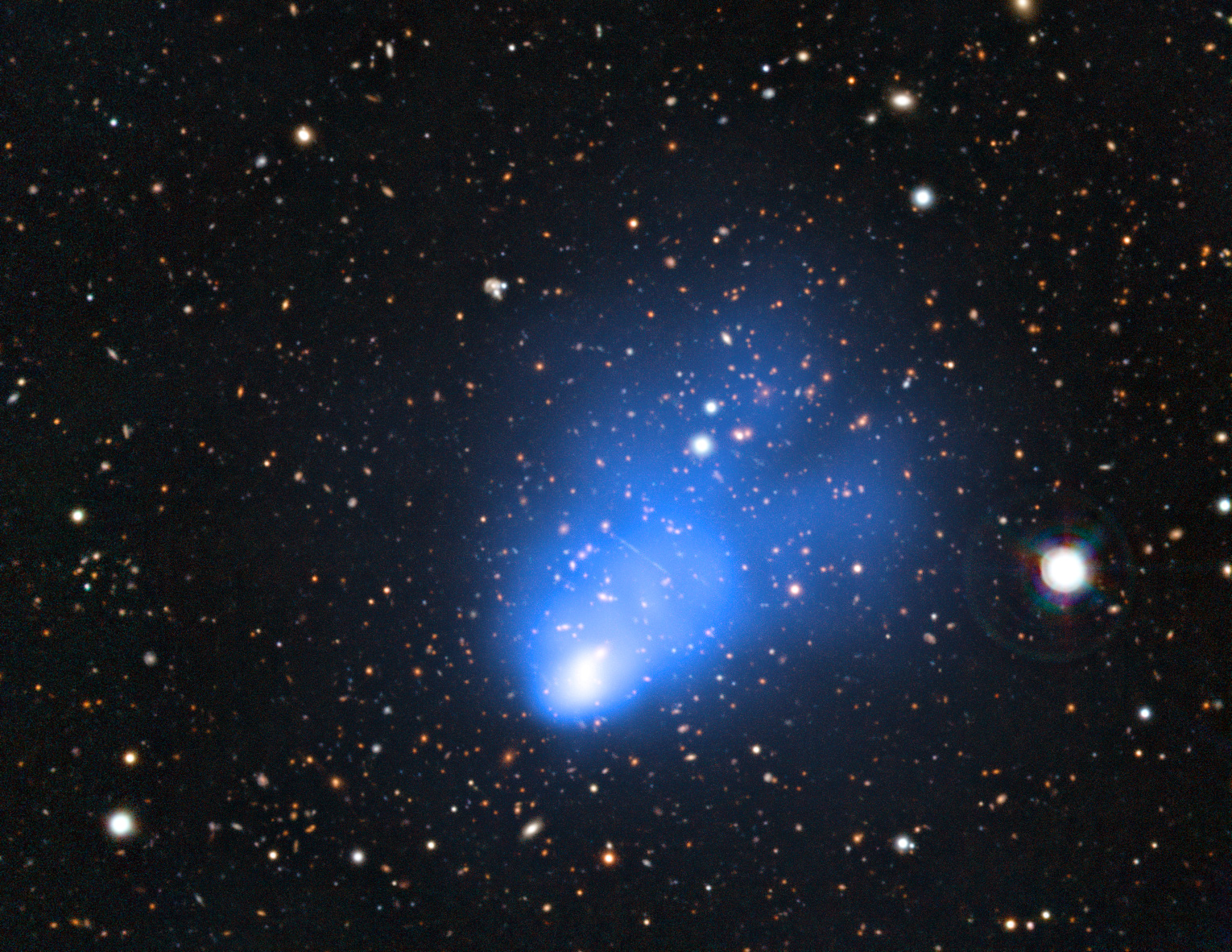
Gromada El Gordo (ESO/SOAR/NASA)

ACT-CL J0102-4915 – odległa gromada galaktyk leżąca w gwiazdozbiorze Feniksa. 
Ekstremalnie gorąca, masywna i młoda, a także jedna z największych odkrytych gromad galaktyk leżących w dużej odległości od Ziemi, o przesunięciu ku czerwieni z=0,870. Jej światło potrzebowało ponad siedem miliardów lat, aby dotrzeć do Ziemi. Nowo odkryta gromada została nieoficjalnie nazwana El Gordo (hiszp.), co na język polski można przetłumaczyć jako „duża” lub „gruba”. Składa się z dwóch osobnych gromad galaktyk, o stosunku mas w przybliżeniu 2:1, zderzających się ze sobą z prędkością kilku milionów kilometrów na godzinę. Masa gromady wynosi M = (2,16 ± 0,32) × 1015 M☉, łączna masa wszystkich gwiazd w gromadzie wynosi około 1%, na resztę masy składa się gorący gaz wypełniający przestrzeń pomiędzy gwiazdami.
Gromada została odkryta przez naukowców Europejskiego Obserwatorium Południowego (ESO), korzystających z zespołu teleskopów optycznych VLT i teleskopu kosmicznego Chandra, dzięki początkowym obserwacjom wykonanym przez Atacama Cosmology Telescope (ACT). W ramach programu przeglądu mikrofalowego promieniowania tła przez ACT odkryto początkowo niewielkie zaburzenia znane jako efekt Suniajewa-Zeldowicza, których dokładna analiza pozwoliła na odkrycie nowej grupy galaktyk.
Zderzenie gromad galaktyk składających się na obecnie obserwowaną gromadę El Gordo przypomina inną, ale leżącą znacznie bliżej grupę galaktyk znaną jako Gromada Pocisk. Obserwacja obu gromad daje pośrednie dowody na istnienie ciemnej materii. W obu gromadach występują dowody na to, że rozkład widzialnej materii różni się od rozkładu masy, a zatem materii w ogóle. Zwykła, widzialna materia została spowolniona przez zderzenie, a ciemna materia już nie.